# Josef Winiger

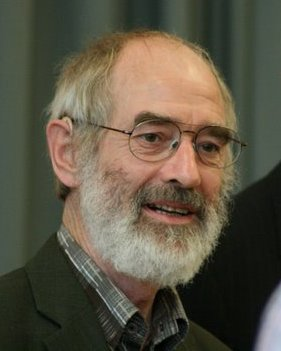
Josef Winiger im August 2007

Josef Winiger (* 15. Juli 1943 in Kestenholz; † 29. April 2025) war ein Schweizer Übersetzer und Autor.

## Leben
Winiger wurde im Kanton Solothurn geboren und wuchs dort auf. Er studierte vier Jahre lang Philosophie, Soziologie und Psychologie in Paris und Aix-en-Provence, ab 1969 in München. 1977 promovierte er, betreut von Ernesto Grassi, mit einer Arbeit über Feuerbachs Weg zum Humanismus. Anschliessend war er zwei Jahre lang Mitarbeiter der Münchner Volkshochschule, ehe er freiberuflicher Übersetzer wurde. Er übersetzte hauptsächlich aus dem Französischen ins Deutsche.
Winiger war Mitglied im Verband deutschsprachiger Übersetzer literarischer und wissenschaftlicher Werke, VdÜ, von 2008 bis 2017 als Schatzmeister Mitglied im Vorstand des Verbandes, ausserdem Mitglied des Münchner Übersetzerforums sowie des Trägervereins der Assises de la Traduction Littéraire en Arles, ATLAS.

## Auszeichnungen

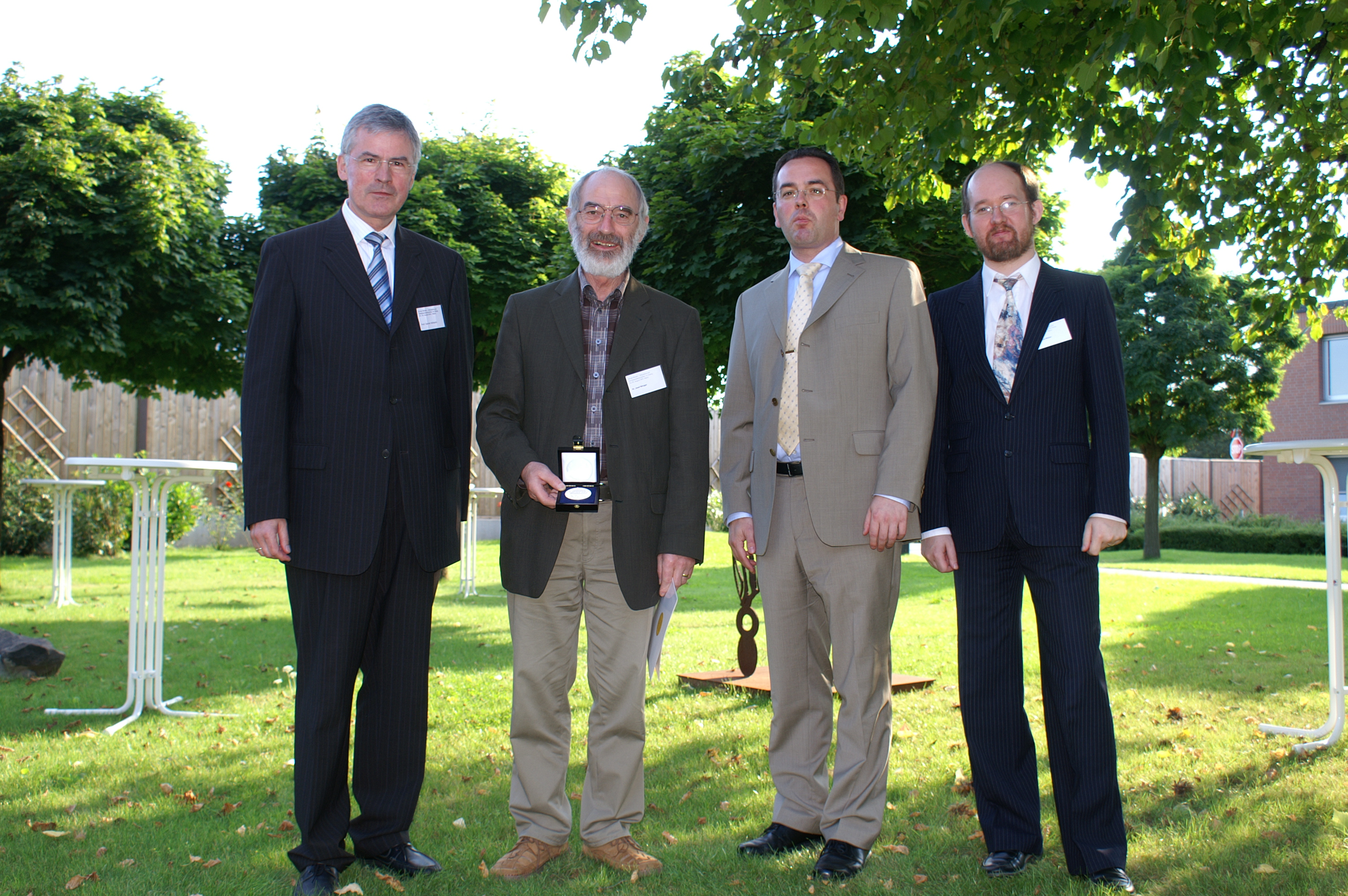
Winiger (zweiter von links) mit der Zedler-Medaille 2007

- 1999: Übersetzerpreis des Verlages C. H. Beck
- 2006: Prix lémanique de la traduction
- 2007: Johann-Heinrich-Zedler-Medaille für seinen Wikipedia-Artikel über den deutschen Philosophen Ludwig Feuerbach.[2]

## Schriften
Monographien
- Josef Winiger: Feuerbachs Weg zum Humanismus. Zur Genesis der anthropologischen Materialismus. Fink, München 1979, ISBN 3-7705-1660-5 zugleich Dissertation München 1977
- Josef Winiger: Ludwig Feuerbach, Denker der Menschlichkeit. Neuausgabe mit Bibliographie und Personenregister. Lambert Schneider Verlag, Darmstadt 2011, ISBN 978-3-650-24030-9
- Mehrere Beiträge zur Verbandsgeschichte sowie ein Gruppeninterview (u. a. auch mit Hinrich Schmidt-Henkel, Brigitte Große) in: Souveräne Brückenbauer. 60 Jahre Verband der Literaturübersetzer. Für den Verband deutschsprachiger Übersetzer literarischer wissenschaftlicher Werke, Bundessparte Übersetzer des VS in ver.di. Hg. Helga Pfetsch. Sonderheft Sprache im technischen Zeitalter, SpritZ. Böhlau Verlag, Köln 2014, ISBN 978-3-412-22284-0 ISSN 0038-8475

Übersetzungen
- Alex Varoux: Heute Abend nicht, Liebling. Kriminalroman. Heyne, München 1983, ISBN 3-453-10672-5.
- Kenneth White: Das weiße Land. Essays. Dianus-Trikont, München 1984, ISBN 3-88167-105-6.
- Antoine Borromée (Fotos), Sandra Palmer (Text): Chinas Weg zwischen Traum und Wirklichkeit. Dianus-Trikont, München 1984, ISBN 3-88167-106-4.
- André Glucksmann: Die Macht der Dummheit. Deutsche Verlagsanstalt, Stuttgart 1985, ISBN 3-421-06293-5 (Mitübersetzung).
- Conrad Stein: Umschreibungen. Psychoanalytisches Seminar. Diskord, Tübingen 1986, ISBN 3-88769-514-3.
- Robert Delort: Der Elefant, die Biene und der heilige Wolf. Die wahre Geschichte der Tiere. Hanser, München 1987, ISBN 3-446-14847-7.
- Jean-François Bergier: Wilhelm Tell. Realität und Mythos. List, München 1988, ISBN 3-471-77168-9.
- Georges Simenon: Maigret und der Notar von Château-Neuf. In: Madame Maigrets Liebhaber. 4 Fälle für Maigret. Diogenes, Zürich 1989, ISBN 3-257-21791-9.
- Georges Simenon: Maigret und der Clochard. Roman. Diogenes, Zürich 1989, ISBN 3-257-21801-X.
- Georges Simenon: Maigret und der Messerstecher. Roman. Diogenes, Zürich 1990, ISBN 3-257-21805-2.
- Georges Simenon: Das Unheil. Roman. Diogenes, Zürich 1992, ISBN 3-257-22503-2.
- Georges Simenon: Der Stammgast. Roman. Diogenes, Zürich 1992, ISBN 3-257-22506-7.
- Sylvie Germain: Das Medusenkind. Roman. Rütten & Loening, Berlin 1992, ISBN 3-352-00450-1.
- Julien Green: Die Flaschenpost (1972–1976). In: Julien Green: Tagebücher. 1972–1981. List, München 1994, ISBN 3-471-77669-9.
- Maurice Lever: Marquis de Sade. Die Biographie. Europaverlag, Wien 1995, ISBN 3-203-51238-6 (Mitübersetzung).
- Marek Halter: Auf der Suche nach den 36 Gerechten. Gespräche mit den wahren Helden dieses Jahrhunderts. List, München 1997, ISBN 3-471-79336-4 (Mitübersetzung).
- Peter Knaup und Jacques Lamalle: Die Châteaux des Médoc. Heyne, München 1998, ISBN 3-453-13785-X.
- André Comte-Sponville: Ermutigung zum unzeitgemäßen Leben. Ein kleines Brevier der Tugenden und Werte. Rowohlt, Reinbek 1998, ISBN 3-498-00911-7 (Mitübersetzung).
- Jean-François Bergier: Die Schweiz in Europa. Zeitgemäße Gedanken eines Historikers. Pendo, Zürich 1998, ISBN 3-85842-333-5.
- Florence Montreynaud: Love. Ein Jahrhundert der Liebe und Leidenschaft. Taschen, Köln 1998, ISBN 3-8228-7608-9 (Mitübersetzung).
- Françoise Mallet-Joris: Das Geheimnis der Schreiberin. Roman. List, München 1998, ISBN 3-471-79363-1 (Mitübersetzung).
- Jean Rouaud: Der Porzellanladen. Roman. Piper, München 2000, ISBN 3-492-23446-1.
- Janine Gass, Laurent Gobat (Hrsg.): Visites à Friedrich Dürrenmatt. Etudes et témoignages = Zu Besuch bei Friedrich Dürrenmatt. Nouvelle Revue Neuchâteloise, Neuchâtel 2000.
- Laurent Mauvignier: Fern von euch. Eichborn, Frankfurt am Main 2001, ISBN 3-8218-0698-2.
- Jean Rouaud: Meine alten Geliebten. Roman. Piper, München 2002, ISBN 3-492-27031-X.
- Jean Rouaud: Mehr als bloßes Geschichtenerzählen. In: Ursula Keller, Ilma Rakusa (Hrsg.): Europa schreibt. Was ist das Europäische an den Literaturen Europas? Essays aus 33 europäischen Ländern. Edition Körber-Stiftung, Hamburg 2003, ISBN 3-89684-328-1.
- Laurent Mauvignier: Ein Ende finden. Roman. Eichborn, Frankfurt am Main 2004, ISBN 3-8218-0706-7.
- Dietmar Bartz (Redaktion): Atlas der Globalisierung. taz-Verlag, Berlin 2006, ISBN 978-3-937683-07-2 (Mitübersetzung).
- Joëlle Kuntz: Schweizer Geschichte – einmal anders. Tobler, Altstätten 2009, ISBN 978-3-85612-174-7.